# 윌리엄 B. 데이비스
윌리엄 B. 데이비스(William B. Davis, 1938년 1월 13일 ~ )는 캐나다의 배우이다.

## 출연 작품 및 역할
- X파일: BCG스팬더(담배맨)역
- 성냥팔이 소녀: 샘 이스턴 의사 역
- 톨 맨 : 셰리프 보안관 역
- 비 히머스 : 월리엄 역
- 컨티넘 : 과학자 알렉스 새들러 역